# Jens Krepela
Jens Krepela (* 1976 in Böblingen) ist ein deutscher Journalist, Fernsehmoderator und Lehrbeauftragter.

## Ausbildung
Jens Krepela besuchte das Otto-Hahn-Gymnasium in Böblingen. Nach dem Abitur studierte er Sportwissenschaft mit Schwerpunkt Medien und Kommunikation an der Deutschen Sporthochschule Köln. Seine Diplomarbeit schrieb er am Institut für Biochemie der DSHS bei Prof. Wilhelm Schänzer. Während der Studienzeit arbeitete er für die ARD-Sportschau und absolvierte mehrere Praktika, unter anderem im ARD-Auslandsstudio New York.

## Berufliche Laufbahn
Von 2003 bis Mitte 2004 absolvierte er ein zweisprachiges Volontariat bei der Deutschen Welle mit Stationen in Köln, Bonn, Berlin und Washington D.C. Anschließend arbeitete er fünf Jahre in Berlin als TV-Moderator und Reporter für die DW. 2008 war er zusätzlich als Moderator eines Web-Formats im Auftrag von Spiegel-TV in Hamburg tätig.
Seit 2009 moderiert er im WDR Fernsehen die Lokalzeit aus Düsseldorf. Darüber hinaus präsentierte er Ausgaben von WDR aktuell und stand für zahlreiche (Wahl-)Sondersendungen vor der Kamera. Als On-Reporter schwamm er im winterlichen Rhein und berichtete aus der Schwerelosigkeit auf einem Parabelflug des Deutschen Zentrums für Luft- und Raumfahrt. Für die Deutsche Welle arbeitete er für alle Ausspielwege als Chef vom Dienst, Planer und Autor für Hintergrundstücke aus den Bereichen Sport, Politik und Wissenschaft.
2024 wechselte er in gleicher Funktion in die Online-Redaktion des Deutschlandfunks in Köln. Bei ausgewählten Veranstaltungen wie dem Eröffnungs-Panel der GAIN-Jahrestagung 2022 oder dem Japantag in Düsseldorf führte er als Moderator durch das Programm.
Seit 2013 hält Jens Krepela einen Lehrauftrag für TV-Journalismus an der Eberhard-Karls-Universität in Tübingen. Von 2012 bis 2022 war er als Dozent im Studiengang „Medien- und Kulturwissenschaften“ der Heinrich-Heine-Universität in Düsseldorf aktiv.

## Auszeichnungen
Mit dem Team der Lokalzeit aus Düsseldorf erhielt er 2013 eine „Ehrende Anerkennung“ beim Bremer Fernsehpreis. 2015 war er als bester Moderator nominiert.

## Nachweise
1. ↑  Das Dopingkontrollsystem der USA. Abgerufen am 10. April 2025 (englisch).
2. ↑  kress.de: "kicker.tv news" startet. Abgerufen am 10. April 2025.
3. ↑  Madelaine Meier fest im Moderatorenteam der WDR Lokalzeit aus Düsseldorf - Presselounge - WDR. In: wdr.de. 8. Juli 2022, abgerufen am 10. April 2025.
4. ↑  Jens Krepela. 3. Mai 2022, abgerufen am 10. April 2025.
5. ↑  DLRG Bezirk Düsseldorf e.V.: Twitter/X-Post von DLRG Düsseldorf e.V. In: X. X/Twitter, 14. Januar 2019, abgerufen am 10. April 2025.
6. ↑  Einmal schwerelos – DW – 07.03.2016. Abgerufen am 10. April 2025.
7. ↑  Jens Krepela – DW. Abgerufen am 10. April 2025.
8. ↑  GAIN-Jahrestagung und Talent Fair: Wieder in Präsenz und erstmals in Europa - DAAD - Deutscher Akademischer Austauschdienst. Abgerufen am 10. April 2025.
9. ↑  Das Programm des Japan-Tags Düsseldorf/NRW 2024 steht fest – Higuchi Ai als Highlight-Künstlerin bestätigt und japanisches Feuerwerk unter dem Motto: „Goldmedaillen und Goldregen über Düsseldorf: Olympischer Glanz von Tokio bis Paris“. Abgerufen am 10. April 2025.
10. ↑  Krepela, Jens | University of Tübingen. Abgerufen am 10. April 2025.
11. ↑  Jens Krepela, Moderation - Standorte - Unternehmen - WDR. 10. April 2025, abgerufen am 10. April 2025.

| Personendaten    | Personendaten                                               |
| ---------------- | ----------------------------------------------------------- |
| NAME             | Krepela, Jens                                               |
| KURZBESCHREIBUNG | deutscher Journalist, Fernsehmoderator und Lehrbeauftragter |
| GEBURTSDATUM     | 1976                                                        |
| GEBURTSORT       | Böblingen                                                   |